# ريا ريبلي
ديمي بينيت (ولدت في 11 أكتوبر 1996 م) هي مصارعة أسترالية محترفة، تعمل حالياً في دبليو دبليو إي حيث تصارع في عرض راو تحت اسم ريا ريبلي.

## وصلات خارجية
- ريا ريبلي على موقع دبليو دبليو إي (الإنجليزية)
- ريا ريبلي على موقع WrestlingData.com (الإنجليزية)
- ريا ريبلي على موقع CageMatch worker (الإنجليزية)
- ريا ريبلي على موقع قاعدة بيانات المصارعة على الإنترنت (الإنجليزية)
- ريا ريبلي على موقع عالم المصارعة على الإنترنت (الإنجليزية)
- ريا ريبلي على موقع عالم المصارعة على الإنترنت (الإنجليزية)